# Ana Barbić Katičić
 Ana Barbić Katičić (Zagreb, 20. veljače 1971.) hrvatska je pravnica i likovna umjetnica. Svjetski poznata postala je svojim dizajnom Fifinog Trofeja za nabjoljeg nogometaša svijeta.

## Životopis
Pravo je diplomirala na Pravnom fakultetu u Zagrebu 1995. godine, a slikarstvo 2002. na Akademiji likovnih umjetnosti u Zagrebu, u klasi prof. Igora Rončevića.
Članica je Hrvatskog društva likovnih umjetnika (HDLU-a) i Hrvatske zajednice samostalnih umjetnika (HZSU-a). Studijski je boravila u Parizu 2006. i 2009. godine.
Održala je više od 20 samostalnih izložbi u raznim likovnim galerijama, muzejima i dvoranama u Zagrebu, Rijeci, Splitu, Novalji, Dubrovniku, Hrvatskoj Kostajnici, Velikoj Gorici, Samoboru i Mljetu. U inozemstvu je izlagala u Tel Avivu i Parizu, gdje je više puta sudjelovala na međunarodnim ljetnim školama i usavršavanjima.
U okviru skupnih izložbi njezina djela izlagana su u zagrebačkim Klovićevim dvorima, Muzeju za umjetnost i obrt i Muzeju Mimara, gospićkom Muzeju Like, riječkim, splitskim i požeškim galerijama, kao i u belgijskom Bruggeu, u finskom Helsinkiju 2007. na Svjetskoj umjetničkoj izložbi i u prestižnoj galeriji Art-rium u austrijskom Grazu. Svake godine izlaže svoje radove na godišnjim izložbama HDLU-a i HZSU-a.
Osim hrvatskog, aktivno se služi i engleskim jezikom, te pasivno njemačkim i francuskim.

## Fifin trofej
Dizajn Fifina trofeja za najboljega nogometaša godine njezino je najpoznatije likovno-umjetničko ostvarenje, u kojem je pokazala svoje dizajnersko umijeće. Nakon što su skice i prijedlog njezina dizajna pobijedila na Fifinom izboru u Zürichu, krajem 2016. godine švicarska tvrtka Adon Production AG počela je s izradom trofeja prema njezinim uputama. Trofej se sastoji od 5 dijelova, koji su izrađivani uz pomoć vrlo precizne tehnologije iz svemirske i automobilske industrije.

Uz dno, čvrstu bazu i podlogu od ugljičnih vlakana, tijelo trofeja obilkovano je tako da drži nogometnu loptu, nalik na onu sa Svjetskog nogometnog prvenstva 1930. u Urugvaju. Sam pokal težak je 6,4 kilograma i visok 310 milimetara, a izrađen je pretežno od ugljika, patine i aluminija strojem s preciznošću od 12.000 milimetara. O nadahnuću koje je dobila za trofej i njegovu namjenu izjavila je:

Visoki dužnosnik Fife, Zvonimir Boban pohvalio je dizajn i poveznicu s prvim svjetskim prvenstvom 1930. u Urugvaju dodavši:

## Vanjske poveznice
- Životopis na službenim stranicama